# EMO
EMO je tričrkovna kratica za nekdanjo Tovarno emajlirane posode, družbo, ki je bila po 2. svetovni vojni znani izdelovalec emajlirane posode v Celju. Izvira iz predvojne tovarne Westen v tujem lastništvu, ustanovljene leta 1894. Ime si je pozneje spremenila v EMO kot Emajlirnica, metalno industrija in orodjarna. Poleg teh dejavnosti sta se v sklopu družbe razvili kemična industrija in proizvodnja kontejnerjev s cinkarno pločevine.
Po osamosvojitvi Slovenije leta 1991 je družba, tedaj že kot holding, izgubila precej svojega trga in se je razdelila na več manjših družb. Najpomembnejši sta EMO Orodjarna in EMO Kontejner. Obe sta ohranili ime in znak matične družbe, dvojnega leva, zaradi prepoznavnosti. Prva se je s svojimi dolgimi izkušnjami na področju globokega vleka in hladnega preoblikovanja usmerila v proizvodnjo zahtevnih orodij za avtomobilsko industrijo, slednja pa v izdelavo kontejnerjev večjih dimenzij.
Tudi osnovna proizvodnja posode se je v družbi EMO-ETT ohranila, vendar ne več v takšnem obsegu.